# Lineární aproximace

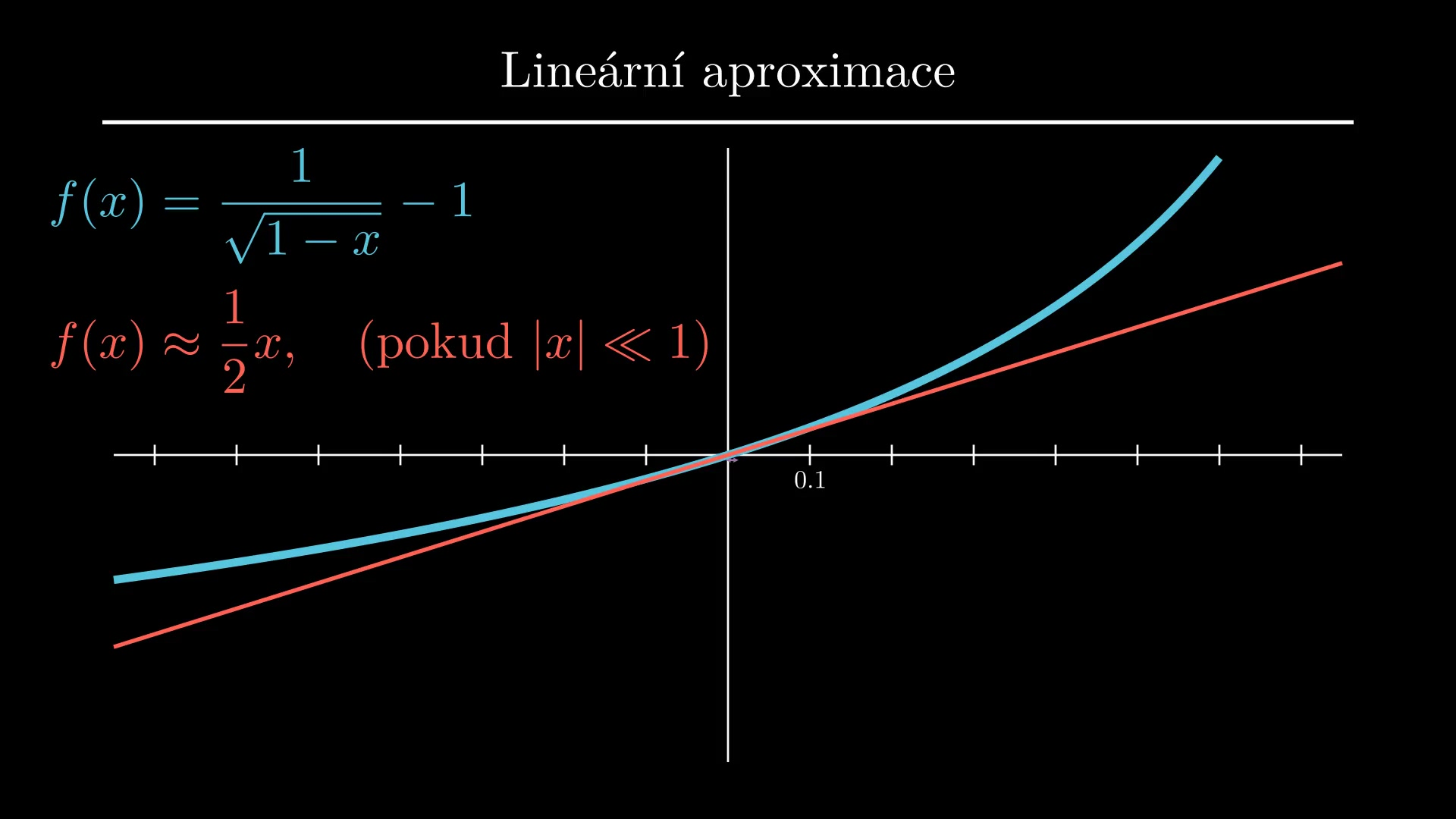
Lineární aproximace funkce. Modrá funkce je funkce, se kterou chceme pracovat, ale je komplikovaná. Červená je její lineární aproximace v nule. Je jednodušší, ale je blízko k modré funkci jenom v okolí počátku.

Lineární aproximace je metoda lokálního nahrazení funkčního předpisu funkce jeho přibližným vyjádřením pomocí lineární funkce. Účelem je snížení výpočetní náročnosti. Protože se jedná o aproximaci, je toto zjednodušení na úkor přesnosti. Používá se při numerických výpočtech i při analytickém řešení úloh.
Například kmity matematického kyvadla jsou popsány diferenciální rovnicí {\displaystyle {\ddot {\varphi }}+{\frac {g}{l}}\sin \varphi =0}, jejíž řešení nelze vyjádřit v analytickém tvaru. Při použití lineární aproximace pro malé výchylky se rovnice redukuje na {\displaystyle {\ddot {\varphi }}+{\frac {g}{l}}\varphi =0}, jejíž řešení je možno napsat pomocí goniometrických funkcí a je tak možné pracovat s analytickým tvarem řešení, toto řešení je však platné pouze pro malé výchylky.

## Vzorce pro lineární aproximaci
Aby bylo možné následující aproximace použít, musí být funkce dostatečně hladká v bodě, v jehož okolí je aproximována. Matematicky medota vychází z Taylorova polynomu, který je možné použít i pro odhad chyby aproximace.
- Funkce {\displaystyle f(x)} jedné proměnné má v bodě {\displaystyle x_{0}} lineární aproximaci {\displaystyle f(x)\approx f(x_{0})+f'(x_{0})(x-x_{0}),}kde {\displaystyle f'(x_{0})} je derivace funkce {\displaystyle f(x)} vypočtená v bodě {\displaystyle x_{0}.}
- Funkce {\displaystyle f(x,y)} dvou proměnných má v bodě {\displaystyle (x_{0},y_{0})} lineární aproximaci {\displaystyle f(x,y)\approx f(x_{0},y_{0})+f'_{x}(x_{0},y_{0})(x-x_{0})+f'_{y}(x_{0},y_{0})(y-y_{0}),}kde {\displaystyle f'_{x}(x_{0},y_{0})} a {\displaystyle f'_{y}(x_{0},y_{0})} jsou parciální derivace funkce {\displaystyle f(x,y)} vypočtené v bodě {\displaystyle (x_{0},y_{0}).} Toto je možné zapsat pomocí gradientu {\displaystyle \nabla f(x_{0},y_{0})} a skalárního součinu ve dvoučlenném tvaru

{\displaystyle f(x,y)\approx f(x_{0},y_{0})+\nabla f(x_{0},y_{0})\cdot (x-x_{0},y-y_{0}).}
- Vektorová funkce {\displaystyle F(x,y)=(P(x,y),Q(x,y))} dvou proměnných má v bodě {\displaystyle (x_{0},y_{0})} lineární aproximaci {\displaystyle F(x,y)\approx F(x_{0},y_{0})+J(x_{0},y_{0}){\begin{pmatrix}x-x_{0}\\y-y_{0}\end{pmatrix}},}kde {\displaystyle J(x_{0},y_{0})={\begin{pmatrix}{\frac {\partial P}{\partial x}}(x_{0},y_{0})&{\frac {\partial P}{\partial y}}(x_{0},y_{0})\\{\frac {\partial Q}{\partial x}}(x_{0},y_{0})&{\frac {\partial Q}{\partial x}}(x_{0},y_{0})\end{pmatrix}}} je Jacobiho matice funkce {\displaystyle F(x,y)} vypočtená v bodě {\displaystyle (x_{0},y_{0})} a součin Jacobiho matice s sloupcovým vektorem na pravé straně chápeme jako maticový součin.

Analogicky je možno napsat aproximaci funkce libovolného počtu proměnných.

## Nejběžnější lineární aproximace
Všechny následující aproximace platí v okolí nuly a jsou přímými důsledky vzorce pro lineární aproximaci funkce jedné proměnné.
{\displaystyle {\begin{aligned}\sin x&\approx x\\\\\cos x&\approx 1\\\\{\sqrt {1\pm x}}&\approx 1\pm {\frac {1}{2}}x\\\\{\frac {1}{\sqrt {1\pm x}}}&\approx 1\mp {\frac {1}{2}}x\\\\(1\pm x)^{n}&\approx 1\pm nx\end{aligned}}}

## Využití lineární aproximace
- Lineární aproximace umožňuje redukovat přesný (ale komplikovaný a nelineární) relativistický vzorec pro kinetickou energii na jednoduchou kvadratickou závislost kinetické energie na rychlosti podle Newtonovské fyziky. V tomto případě používáme lineární aproximaci pro Lorentzův faktor. Ten má s využitím přibližného vzorce {\displaystyle {\frac {1}{\sqrt {1-x}}}\approx 1+{\frac {1}{2}}x} pro {\displaystyle x={\frac {v^{2}}{c^{2}}}} aproximaci {\displaystyle \gamma ={\frac {1}{\sqrt {1-{\frac {v^{2}}{c^{2}}}}}}\approx 1+{\frac {1}{2}}{\frac {v^{2}}{c^{2}}}.}Graficky je tato aproximace zachycena v úvodním obrázku pro Lorentzův faktor snížený o jedničku, což dává při použití přímo člen vyjařující kinetickou energii.
- Pokud je funkční hodnota v bodě aproximace nulová, redukuje se lineární aproximace na přímou úměrnost. Proto jsou konstitutivní zákony vyjadřovány pomocí přímé úměrnosti. V případě konstitutivního zákona mezi dvěma vektorovými veličinami je úměrnost vyjádřena Jacobiho maticí, tj. tenzorem druhého řádu. V tomto kontextu se matice z lineární aproximace často nazývá difuzní matice.